# Исповедная роспись
Испове́дная ро́спись (Исповедальная ведомость, Духовная роспись, Великопостная роспись) — ежегодный отчётный документ, составляемый по каждому приходу православной церкви в Российской Империи в XVIII — начале XX вв. и представляющий собой посемейный список всех проживающих на его территории прихожан (как правило, за исключением младенцев возрастом менее 1 года), с указанием для каждого человека, был ли он в этом году во время Великого поста (в святую великую Четыредесятницу), или во время других трёх постов, на исповеди и причащался ли у своего священника, а если нет — то по какой причине (например, за малолетством).
Один экземпляр росписи оставался на хранении в церкви, другой отсылался в консисторию, где, как правило, подшивался в дело вместе с отчётами по соседним приходам (например, приходам одного и того же духовного правления). В настоящее время исповедные росписи хранятся в региональных архивах в фондах духовных консисторий, духовных правлений, епархиальных управлений, отдельных церквей. В РГИА — в фондах «Духовное правление при протопресвитере военного и морского духовенства синода» и «Канцелярия заведующего придворным духовенством МИДв».
Поскольку в исповедных росписях фиксировалось социальное положение, владельческая принадлежность (например, для крестьян и дворовых людей), место жительства, возраст, состав семьи прихожан, то данные документы, наряду с метрическими книгами, являются одними из важнейших источников в генеалогических исследованиях. Ценность исповедных росписей особенно существенна по тем территориям, на которых переписи населения проводились нерегулярно (например, Левобережной Украине), или их материалы не сохранились до нашего времени.

## История
Старейшая инструкция по составлению исповедных росписей была принята святейшим патриархом Московским Адрианом ещё 26 декабря 1697 года. Её появление было связано с борьбой со старообрядчеством и выявлением раскольников. Исповедные росписи должны были представлять собой три списка. В первом перечислялись бывшие на исповеди прихожане, во втором — не ходившие на исповедь, в третьем — раскольники. Однако тогда эта отчётность не была воплощена в жизнь.
В 1716 году Петром I был издан указ «О хождении на исповедь повсегодно, о штрафе за неисполнение сего правила, и о положении на раскольников двойного оклада», этим же указом было предписано духовникам подавать светским властям именные списки неисповедавшихся. Однако этот указ первые годы продолжал не исполняться; лишь с 1718 года начинают составляться первые росписи.
7 марта 1722 года Синодом был принят указ, который обязывал всех прихожан «быть на исповеди и причастии, начиная с 7 лет, у своего священника». Отсутствующие больше года в своём приходе могли исповедаться и причаститься у другого священнослужителя, но после должны были об этом предъявить справку в церковь по месту проживания.
В том же 1722 году, 16 июля, совместным Сенатским и Синодским приказом было установлено обязательное ведение исповедных росписей.
Окончательно форма исповедных росписей, которая просуществовала практически неизменной до их отмены, была определена указом императрицы Анны Иоановны в 1737 году.
Необходимость ведения исповедных росписей была отменена только в 1917 году. Однако, в отдельно взятых приходах они продолжали составляться и некоторое время после.
Согласно бюллетеню Центрархива РСФСР от 25 мая 1927 года, все исповедные росписи, начиная с 1865 года и более поздние, подлежали уничтожению в архивах, как не имеющие исторической ценности.

## Содержание исповедных росписей
Содержание, достоверность, полнота описания в исповедных росписях различались и зависели от нескольких причин — от года написания этого документа, от местности в которой находился приход, от прилежания переписчика, от наличия в приходе своего священника, или священника входящего. Обычно текст росписи переписывался с прошлогоднего документа с внесением в него изменений за прошедший период, исправлением старых ошибок и созданием ошибок новых. В некоторых случаях порядок описания и тексты двух смежных по годам росписей мало схожи между собой, что может свидетельствовать о проведении какой-то локальной церковной переписи.
В начале документа шло его название примерно такого содержания.

«Роспись [шло название епархии, название духовного правления, могло упоминаться светское административное деление (губерния, уезд)] села [название села, выставки, погоста и т. д.] церкви [название церкви] священника [имя фамилия священника] с причетники обретающихся при оной церкви в приходе нижеявленных чинов людей со изъявлением против коегождо имяни о бытии их во святую и великую четыредесятницу, також и в протчия посты, у исповеди и святаго причастия за сей [цифрами писался год] год.»
Далее шли собственно списки прихожан, занесённые в таблицу примерно такого содержания.
| Число  | Число        | Число       | [__*______*______*__] | Лета от рождения | Лета от рождения | Показание действа                       | Показание действа                                                  | Показание действа          |
| дворов | людей        | людей       | [__*______*______*__] | мужеска пола     | женска пола      | Кто были у исповеди и святаго причастия | Кто ж исповедались токмо, а не причастились и за каким винословием | Которые у исповеди не были |
| дворов | мужеска пола | женска пола | [__*______*______*__] | мужеска пола     | женска пола      | Кто были у исповеди и святаго причастия | Кто ж исповедались токмо, а не причастились и за каким винословием | Которые у исповеди не были |
| ------ | ------------ | ----------- | --------------------- | ---------------- | ---------------- | --------------------------------------- | ------------------------------------------------------------------ | -------------------------- |
| [1]    | [2]          | [3]         | [4]                   | [5]              | [6]              | [7]                                     | [8]                                                                | [9]                        |

В столбцах [1], [2], [3] записывался порядковый номер двора (дома, семьи), лица́ мужского и лица женского пола соответственно.
В столбцах [5] и [6] — число лет лица́ мужского, женского пола (как правило, возраст указывался приближённо).
В столбце [4] как раз и размещался список прихожан. В заголовке этого столбца обычно записывалась та социальная группа, к которой принадлежали перечисленные в нём на данной странице люди: духовные и их домашние (обычно в первую очередь в списках шёл сам церковный причт), военные и их домашние, дворяне и их домашние, дворовые и их домашние, крестьяне и их домашние (или просто — поселяне) и так далее. Иногда здесь же приводилось название селения, где проживали указанные прихожане (обычно названия селений писались прямо в списке). Если населённый пункт принадлежал нескольким владельцам (помещикам), то в росписи присутствовали его описания по каждому владельцу отдельно, и не обязательно эти описания были расположены рядом друг с другом. В некоторых случаях в конце росписи могло находиться ещё и дополнение по селению с теми жителями, которые по каким-то причинам не были упомянуты в основном тексте. Иногда в конце исповедных находился список церковных причётников соседних приходов, для которых местный священник был духовником.

Всего в исповедных росписях, помимо раскольников, с 1713 по 1842 год официально разделяли 7 социальных групп, с 1843 по 1860 год — шесть, начиная с 1861 года — пять: духовные, военные, статские, городские станы и крестьяне.

В селениях описание шло по дворам (домам, семьям). Вначале записывался его глава с фамилией (если была), именем, отчеством; затем его жена с именем и отчеством (если переписчик не забывал его указать), или отмечалось вдовство; после — их дети с именами, их супруги и дети; более дальние родственники: племянники, срощенники, подсоседники и так далее.
[7], [8] и [9] столбцы предназначались для отметок об исповедовании и прохождении причастия. В некоторых исповедных вместо трех столбцов обходились двумя, или вообще одним. Так, в [7] напротив исповедовшегося и причастившегося прихожанина писали был, была, но чаще объединяли сразу некоторую группу скобкой и отмечали были все. Более подробные записи можно встретить у имён церковного причта. Тут иногда упоминали сколько раз в году исповедовался и причащался, например, священник, а изредка и у кого и где. Напротив неисповедавшихся и непричастившихся лиц в этом столбце ставили прочерк, а в [9] указывали причину: за малолетством, по нерачению, за старообрядчеством и так далее. Столбец [8] использовался по назначению крайне редко, и чаще всего — как свободное место для неуместившегося текста в [7].
По лицевым листам исповедной росписи священник церкви ставил свою скрепу (подпись), например: (л.1) К сей (л.2) духовной (л.3) росписи (л.3) священник (л.4) […] руку приложил. Другие члены церковного причта полистно обычно не расписывались. Помимо священника, на листах росписи может находиться также скрепа представителя духовного правления.
После этой таблицы шла вторая — сводная ведомость по приходу или табель. В ней приводился общий итог: сколько дворов, сколько душ той или иной социальной группы, мужского и женского пола в приходе.
В конце документа шло заверительное объявление, что в нём всё верно написано, без укрывательства и приписок, а за выявленную в случае чего ложь составители готовы нести ответственность в виде штрафов. После, шли подписи (скрепы) всех лиц церковного причта мужского пола.
Если на территории прихода проживали раскольники, то после итоговой сводки приводился их список.

## Нецерковный учёт исповедований и причащений
Контроль за ежегодным исповедованием и причащением населения лежал не только на священниках, но и на некоторых светских начальниках. Например, в инструкции сотскому от 19 декабря 1874 года был прописан такой контроль по крестьянам. В качестве примера этому, можно привести следующий приказ по почтовому ведомству.

«Приказ.
По Любынскому почтово-телеграфному округу. № 30. 10 марта 1892 года.

Предлагаю Начальникам Учреждений распорядиться и наблюсти, чтобы в наступившую Четыредесятницу, все подведомственные им чины были у исповеди и причастия св. Таинств, по исполнении чего предоставить мне списки служащим удостоверенные подлежащими Настоятелями приходов.

И. Д. Начальника округа /Подпись./

Делопроизводитель /Подпись./»
При приказе была представлена также форма списка лицам бывшем у исповеди и св. причастия такого то учреждения, несколько отличающаяся от стандартной формы церковных исповедных росписей.